# Region Północno-Zachodni (Rumunia)
Północno-zachodni region rozwoju (rum. Regiunea de dezvoltare Nord-Vest) jest jednym z 8 regionów rozwoju Rumunii. W granicach regionu znajduje się następujące okręgi:
- Okręg Bihor
- Okręg Bistrița-Năsăud
- Okręg Kluż (rum. Cluj)
- Okręg Marmarosz (rum. Maramureș)
- Okręg Satu Mare
- Okręg Sălaj